# Heteronympha duboulayi
Heteronympha duboulayi är en fjärilsart som beskrevs av Butler 1867. Heteronympha duboulayi ingår i släktet Heteronympha och familjen praktfjärilar. Inga underarter finns listade i Catalogue of Life.